# Kisrápolt
Kisrápolt románul: Rapolțel, település Romániában, Erdélyben, Hunyad megyében.

## Fekvése
Dévától keletre, Nagyrápolttól északra fekvő település.

## Története
Kisrápolt, Rápolt nevét 1495-ben említette először oklevél p. Thothfalw néven.
1505-ben p. Tothfalw, 1513-ban p. Rapolth et Olah Rapolth a. n. Thothfalw, 1760–1762 között Kis Rápold, 1808-ban Rápolt (Kis-), Klein-Rapolten, Rapoczel {!}, 1861-ben Kis-Rapolt, Rapoczel {!}, 1913-ban Kisrápolt néven írták.
A trianoni békeszerződés előtt Hunyad vármegye Algyógyi járásához tartozott.
1910-ben 389 lakosából 2 magyar, 379 román volt. Ebből 386 görögkeleti ortodox volt.

## Források

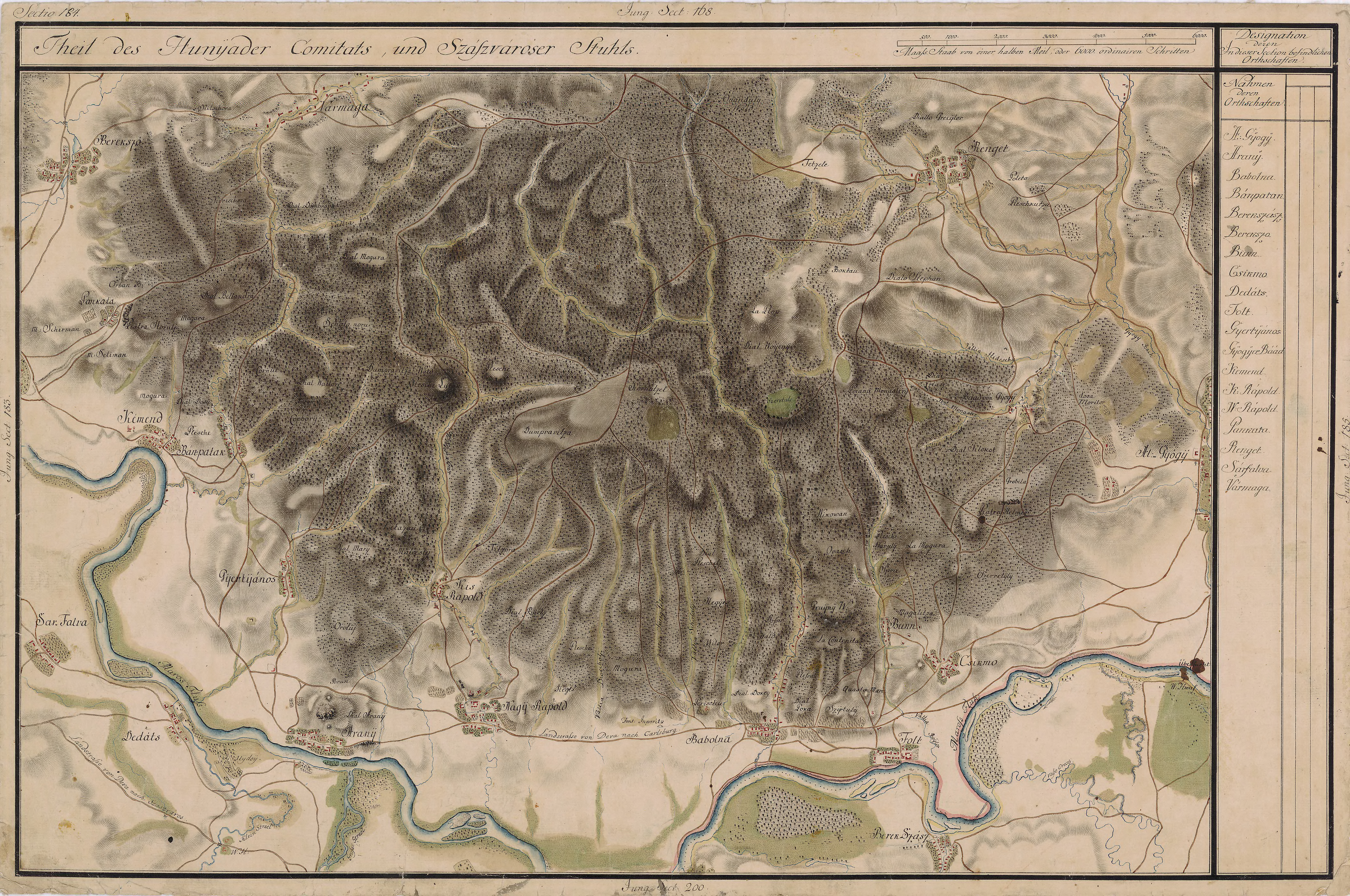
Kisrápolt egy régi térképen